# Liste des agglomérations du Moyen-Orient
Ceci est une liste des 30 plus grandes agglomérations du Moyen-Orient.

## Liste
|    | Agglomération, | Pays,               | Population, |
| -- | -------------- | ------------------- | ----------- |
| 1  | Le Caire       | Égypte              | 22 500 000  |
| 2  | Téhéran        | Iran                | 16 500 000  |
| 3  | Istanbul       | Turquie             | 15 900 000  |
| 4  | Riyad          | Arabie saoudite     | 7 500 000   |
| 5  | Alexandrie     | Égypte              | 6 200 000   |
| 6  | Dubaï          | Émirats arabes unis | 5 950 000   |
| 7  | Ankara         | Turquie             | 5 150 000   |
| 8  | Al-Kuwait      | Koweït              | 4 775 000   |
| 9  | Djeddah        | Arabie saoudite     | 3 925 000   |
| 10 | Mashhad        | Iran                | 3 425 000   |
| 11 | Ispahan        | Iran                | 3 375 000   |
| 12 | Izmir          | Turquie             | 3 000 000   |
| 13 | Tel Aviv-Jaffa | Israël              | 2 950 000   |
| 14 | Dammam         | Arabie saoudite     | 2 825 000   |
| 15 | La Mecque      | Arabie saoudite     | 2 600 000   |
| 16 | Bursa          | Turquie             | 2 175 000   |
| 17 | Tabriz         | Iran                | 1 940 000   |
| 18 | Chiraz         | Iran                | 1 910 000   |
| 19 | Adana          | Turquie             | 1 770 000   |
| 20 | Gaziantep      | Turquie             | 1 720 000   |
| 21 | Ahvaz          | Iran                | 1 510 000   |
| 22 | Antalya        | Turquie             | 1 370 000   |
| 23 | Konya          | Turquie             | 1 370 000   |
| 24 | Kayseri        | Turquie             | 1 120 000   |
| 25 | Diyarbakır     | Turquie             | 1 080 000   |
| 26 | Jérusalem      | Israël              | 1 060 000   |
| 27 | Al-Hufuf       | Arabie saoudite     | 1 050 000   |
| 28 | Mersin         | Turquie             | 1 050 000   |
| 29 | Khamis Mushait | Syrie               | 1 010 000   |
| 30 | Sultanah (?)   | Arabie saoudite     | 946 697     |